# Jack Mikkers

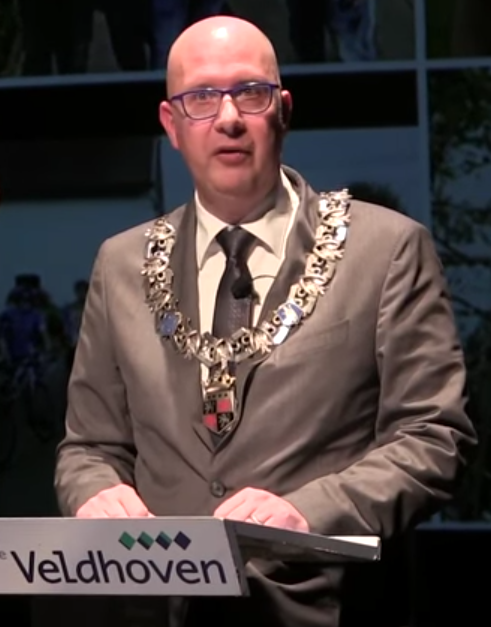
Jack Mikkers im Jahr 2017

Jacobus Michael Leonardus Nicasius „Jack“ Mikkers (* 2. September 1968 in Heeze-Leende) ist ein niederländischer Politiker der VVD und seit dem 11. Oktober 2017 Bürgermeister von ’s-Hertogenbosch.

## Leben und Karriere
Jack Mikkers wurde 1968 in der Gemeinde Heeze-Leende geboren. Nach seinem Abitur studierte er Kultur, Organisation und Management an der Vrije Universiteit in Amsterdam, welches er 1993 beendete. Nach seinem Studium arbeitete er bis zum Jahr 2000 bei Brunel International NV im kaufmännischen Dienst. 1997 wurde Jack Mikkers Ratsherr des VVD in der Gemeinde Heeze-Leende. Ab 1999 war er Stadtrat in derselben Gemeinde, zusammen mit einer Position als Berater beim Geerts & Schaepkens-Büro. Am 16. Dezember 2003 wurde er zum Bürgermeister von Maasdriel ernannt. Dieses Amt hielt er bis Mai 2007. Bis Oktober 2017 war der Jack Mikkers dann Bürgermeister von Veldhoven. Am 22. Februar 2011 nahm er als Vertreter der Gemeinde Veldhoven an der Fernsehsendung De Rijdende Rechter teil. Am 18. Dezember 2012 wurde Mikkers vom Gemeinderat Veldhoven einstimmig für eine zweite Amtszeit nominiert. Der Stadtrat von ’s-Hertogenbosch ernannte ihn am 10. Juli 2017 zum Nachfolger von Ton Rombouts, der am 1. Oktober 2017 seinen Rücktritt einreichte. Seit dem 11. Oktober 2017 ist der Niederländer Bürgermeister von ’s Hertogenbosch.